# عبد العزيز الغمري
عبد العزيز بن محمد بن الصديق الغمري، ولد في نوفمبر 1920 من مدينة طنجة وتوفي فيها من 6 نوفمبر 1997) هو عالم عربي مُسلم من المغرب فهو ينتمي إلى السلالة الإدريسية التي تنتمي نسباً إلى إدريس الأول الذي قاد ثورة علويَّة ضد الخِلافة العبَّاسيَّة.
يشار إليه أحيانًا باسم "محمد البخاري في العصر الحديث" بين طُلابه ومُحبيه الصوفيين.

## الحياة

### عائلة
والده السيد محمد (مواليد 1887 وتوفي في 6 نوفمبر 1935 في طنجة) من بين العلماء البارزين مثل معاصره سيد الحراك. وكان يعلّم أعمال ابن أبي زيد القيرواني وكتاب صحيح البخاري، ومن العلماء الذين كتبوا عنه ابنه البكر أحمد بن صديق في كتاب سبحة العقيق، والعلامة الشيخ محمد العياشي في كتاب نبتة التحقيق. كما أن له سيرة ذاتية في موسوعة العلماء المغاربة البارزين.

### الوفاة
بعد حياة طويلة من التميز البحثي توفي الشيخ عبد العزيز في طنجة يوم الجمعة 6 نوفمبر 1997، ودفن بعد جنازة سجل فيها عدد المعزين رقما قياسياً في أكبر تجمعات طنجة على الإطلاق.

## الآراء
على الرغم من أن الغمري درس في جامعة إسلامية سنية إلا أنه سجل تفكيره النقدي وتوصل إلى آراء لا تحظى بشعبية لدى أساتذته في جامعة الأزهر. اعتاد أن يتبنى آراء مبنية على البحث حتى لو كانت خارج الطائفة أو الثقافة الدينية الشعبية. من بين هذه الآراء ما يلي:
- على عكس الثقافة الدينية السنية حيث يتم تبجيل جميع صحابة النبي مُحَمَّد اعتاد الغمري على ذكر 6 من الصحابة دون تبجيلهم لأنهم قاتلوا علي بن أبي طالب.[5]
- على عكس العلماء المسلمين السلفيين الذين يحظرون الاحتفال بذكرى مولد النبيُّ مُحَمَّد، أعلن الغمري أن هذا الاحتفال واجب وواجب بغض النظر عما إذا كان تقليد الاحتفال بأيام الميلاد ينبع من الغرب أو في أي مكان آخر.[6]
- واتفق مع علماء المسلمين الشيعة على سمو علي بن أبي طالب على كل من جاء بعد النبيُّ مُحَمَّد.[7][8]
- في كتابه الإفادة قال بأن النظر إلى عَليٌّ هو عبادة"، كما انتقد علانية روايات الحديث التي تم تسجيلها تحت الحكم الأموي والعباسي واتهم بعض الرواة بتلاعب المؤسسة السياسية الحاكمة في ذلك الوقت وقد تكرر ذلك على صفحات عديدة من الكتاب.
- في كتابه الاتحاد (الاتحاد) أيد إعادة فرض عقوبات أكثر صرامة على الشعوذة والسحر.

كما هو الحال مع بقية أفراد عائلته كان من الصعب تحديد وجهات نظر الغمري الدقيقة فعلى الرغم من اهتمامه للصوفية إلا أنه كان ينتقد الصوفيين الآخرين، وعلى الرغم من كونه سنيًا ، فقد كان هو وإخوته يتمتعون أيضًا بآراء في الفقه والعقائد خارج التيار السائد. من المرجح أن يكون لدى الغمريّ وجهة نظر فريدة خاصة بهم.

## المؤلفات
- تسهيل المدرج إلى المدرج
- التانيس في شرح منضومة الذهبى في التذليس
- بلوغ الاماني
- الباحث عن علل الطعن في الحارث
- التحفة العزيزية
- التعطف في تخريج احاديث التعرف
- الجواهر للغوالي
- الافادة بطرق حديث النظر إلى علي عبادة
- الفتح الوهبي
- المشير
- التبيان

واكثر.

## اقتباسات
1. ↑  Uloom al Hadith Review, 2nd year, 3rd edition pg. 242
2. ↑  Al Ifaada, by Hassan Husayni, Tangier 2007
3. ↑  The Mujaddid of Sufism in this Time, The Qutb at Deen Islam نسخة محفوظة 2017-10-31 على موقع واي باك مشين.
4. 1 2  Uloom al Hadith Review, 2nd year, 3rd edition P: 243
5. ↑  The 30th Hadith, Abd al-Aziz al-Ghumari, International Patent[محل شك] number -4-0-9872-9981 Al Bughaz Edition, P 44. Tangier ar.
6. ↑  Live lecture 1997 على يوتيوب
7. ↑  Uloom al Hadith Review, 2nd year, 3rd edition P: 252
8. 1 2  Gibril Haddad, The Ghumari School. 6 December 2002: Living Islam. Last updated 2 June 2003. نسخة محفوظة 2023-04-06 على موقع واي باك مشين.
9. ↑  Uloom al Hadith Review, 2nd year, 3rd edition P: 245-6

## روابط خارجية
- السيرة الذاتية العربية على الإنترنت لعائلة ابن الصديق
- رابط لفيديوهات ومحاضرات عبد العزيز الغمري (عربي)
- Abd al-Aziz al-Ghumari على يوتيوب